# 香西照雄
香西 照雄（こうざい てるお、1917年10月30日 - 1987年6月24日）は、日本の俳人。
香川県木田郡庵治村に生まれる。旧制高松中学、旧制姫路高校を経て、1941年に東京帝国大学文学部国文科を卒業。ラバウルから復員後、1946年に高松で高校教諭となる。俳句ははじめ竹下しづの女に師事。のち東大俳句会で中村草田男を知り終生の師とする。1946年、中村草田男の「萬緑」創刊に参加。1955年、成蹊高等学校にうつり草田男の同僚となる。また大学部の講師も兼任した。1960年、第8回現代俳句協会賞受賞。「萬緑」の誌風のもと季語の象徴性に着目、思想性や社会性のある句を作った。「萬緑」では編集を補佐し、草田男の死去後は選者も務めている。1987年6月24日死去。69歳。

## 著作
- 対話（1964年 星書房）
- 素志（1972年 牧羊社）
- 壮心（1988年 卯辰山文庫）
- 香西照雄著作集 全4巻（1992年 私家版）